# Bröllopsgåvan
Bröllopsgåvan är en svensk kortfilm från 1979 med regi och manus av Mats Lönnerblad.

## Handling
Filmen handlar om en prinsessa som mot sin vilja ska giftas bort med den förmögne guldsmeden. Hon räddas av skogvaktaren som därmed får hennes hand och hela kungariket.

## Rollista
- Sigge Fürst – kungen
- Tor Isedal – guldsmeden
- Ola Isedal – skogvaktaren
- Elisabeth von Rosen – prinsessan
- I Saltarelli (dansgrupp) – dansare hos kungen

### Fotnoter
1. 1 2  ”Bröllopsgåvan”. Svensk Filmdatabas. http://www.sfi.se/sv/svensk-filmdatabas/Item/?itemid=53577&type=MOVIE&iv=Basic&ref=/templates/SwedishFilmSearchResult.aspx?id%3d1225%26epslanguage%3dsv%26searchword%3dbr%C3%B6llopsg%C3%A5van%26type%3dMovieTitle%26match%3dBegin%26page%3d1%26prom%3dFalse. Läst 13 mars 2013.